# Histoire dessinée de la France
L'Histoire dessinée de la France est une collection de bandes dessinées, fruit d’une coédition entre les éditions La Découverte et La Revue dessinée. Lancée en 2017, cette collection propose de retracer l'histoire de la France en bande dessinée en vingt volumes.

## Le projet
L’ambition de cette collection est de présenter un nouveau visage de l’histoire de France, à jour des connaissances et des débats historiographiques contemporains, et à rebours des légendes nationales comme des images d’Épinal,. La collection dont le directeur est Sylvain Venayre, associe des historiens français reconnus et des auteurs de bande dessinée, afin qu'un nouveau duo original signe chacun des volumes. Un roulement qui assure une diversité de perspectives et de fait permet l'écriture d'une histoire à contre-courant de tout « roman national ».

## Liste des albums
1. La Balade Nationale : Les Origines, Sylvain Venayre et Étienne Davodeau, octobre 2017  (ISBN 979-10-92530-40-7)[4],[5].
2. L'Enquête gauloise : De Massilia à Jules César, de Jean-Louis Brunaux et Nicoby, novembre 2017  (ISBN 979-10-92530-41-4).
3. Pax Romana ! : D'Auguste à Attila, de Blaise Pichon et Jeff Pourquié, novembre 2018  (ISBN 979-10-92530-42-1)[6].
4. Les Temps barbares : De la chute de Rome à Pépin le Bref, de Bruno Dumézil et Hugues Micol, septembre 2018  (ISBN 979-10-92530-43-8).
5. Qui est Charlemagne ? : De Pépin Le Bref à Hugues Capet, de Sylvie Joye et Damien Vidal, septembre 2020  (ISBN 979-10-92530-44-5)[7].
6. Chevaliers, Moines et Paysans : De Cluny à la première croisade, de Florian Mazel et Vincent Sorel, avril 2019  (ISBN 979-10-92530-45-2).
7. Croisades et Cathédrales : D'Aliénor à Saint Louis, de Fanny Madeline et Daniel Casanave, octobre 2019  (ISBN 979-10-92530-46-9).
8. À la vie, à la mort : Des Rois maudits à la guerre de cent ans, d'Étienne Anheim et Valérie Theis - Sophie Guerrive, octobre 2019  (ISBN 979-10-92530-47-6).
9. En âge florissant : De la Renaissance à la Réforme, de Pascal Brioist et Anne Simon, novembre 2020  (ISBN 979-10-92530-48-3).
10. Sacrées Guerres : De Catherine de Médicis à Henri IV, de Jérémie Foa et Pochep, novembre 2020  (ISBN 979-10-92530-49-0).
11. Dans l'absolu : De Louis XIII à Louis XIV, de Stéphane Van Damme et Héloïse Chochois, octobre 2021  (ISBN 978-2-348-04628-5).
12. Les Années Lumières : De la Régence aux États généraux, de Pauline Lemaigre-Gaffier, Rahul Markovits et Simon Spruyt, octobre 2023  (ISBN 978-2-348-06672-6).
13. La Révolution française, à paraître en 2025[8].
14. La Folie Napoléon : Du 18 Brumaire à Waterloo, d'Aurélien Lignereux et Jean-Paul Krassinsky, octobre 2022  (ISBN 978-2-348-07181-2).
15. Printemps du peuple : Des derniers rois à Marianne, de Claire Fredj et Fabrice Erre, 26 septembre 2024  (ISBN 978-2-348-06515-6).
16. Place à la République : De la Commune à la Belle Époque, d'Arnaud-Dominique Houte et Kim Consigny, 24 octobre 2024  (ISBN 978-2-348-07724-1).
17. La Grande Guerre, à paraître en 2025[8].

## Présentations détaillées des albums

### 1.La balade nationale: Les origines, de Sylvain Venayre et Étienne Davodeau
Ce tome met en scène Jeanne d'Arc, Marie Curie, Jules Michelet, Molière et Thomas Alexandre Dumas faisant un voyage en France moderne en passant par des monuments ou lieux célèbres. À travers leurs discussions, ils prennent du recul sur les mythes nationaux et autres événements célèbres de l'Histoire de France,.
Ce premier volume de la collection a reçu le 42e Prix Pierre-Lafue en 2018, qui récompense chaque année un ouvrage de langue française d'inspiration historique.

### 2.L'Enquête gauloise: De Massilia à Jules César, de Jean-Louis Brunaux et Nicoby
Le but de ce tome est de porter un regard autre sur les Gaulois que les représentations classiques. Il met en scène les deux auteurs du livre, Brunaux et Nicoby, mais aussi César, Cicéron, le philosophe grec Poseidonios d’Apamée et le druide Diviciac, convoqués pour parler de la Gaule qu’ils ont connue. Les deux auteurs voyagent dans le temps et dans l’espace, de façon parfois mouvementé ou bien bucolique, et expliquent et corrigent les idées reçues communes sur les Gaulois.

### 3.Pax Romana!: D'Auguste à Attila, de Blaise Pichon et Jeff Pourquié
Cet ouvrage propose un retour sur la vie des Gaules sous domination romaine au cours des cinq premiers siècles de notre ère qui rompt avec les récits mythologiques. Il met en scène principalement l'historien Blaise Pichon ainsi que les divinités gauloises de Lug et Épona, réinterprétées en personnages modernes, qui voyagent dans le temps jusqu'à l'époque concernée.
Plongeant le lecteur dans le quotidien des Gallo-romains et dans l’intimité des notables avinés, il démonte avec humour le mythe des Gaules résistantes et de l’exception culturelle « gallo-romaine ».

### 4.Les Temps barbares: de la chute de Rome à Pépin le Bref, de Bruno Dumézil et Hugues Micol
Ce tome parle des invasions barbares, du Haut Moyen Âge et du royaume des Francs sous les Mérovingiens. Il en explore plusieurs aspects: justice, religion, figure de Clovis, Politique... en mettant en scènes des historiens (Augustin Thierry, Gustaf Kossinna, Godefroid Kurth et Henri Pirenne) et des figures historiques (avec des apparences souvent reprises de tableaux du XIXe siècle), à savoir principalement Alaric, Thusnelda, Clovis, Childéric, Grégoire de Tours, Venance Fortunat, Galswinthe, Chilpéric Ier, Colomban de Luxeuil et Clovis II qui présentent tour à tour leurs perceptions et le fonctionnement de cette période dite des « temps barbares ».

### 5.Qui est Charlemagne?: De Pépin Le Bref à Hugues Capet, de Sylvie Joye et Damien Vidal
Ce volume retrace l’histoire de toute la dynastie carolingienne, du VIIIe au Xe siècle, en prenant pour fil rouge la figure de Charlemagne, considéré comme ayant profondément marqué ses successeurs. Là où l’imagerie populaire a retenu un Charlemagne qui « a inventé l’école », ce sont donc deux collégiens, Carl et Bertille, qui mènent le lecteur au plus près de cette figure historique.

### 6.Chevaliers, moines et paysans: De Cluny à la première croisade, de Florian Mazel et Vincent Sorel
Un volume qui parle de la période du Moyen Âge central, en mettant en scène différents personnages de différent milieux représentants la société de l'époque: un chevalier, des clercs, etc., et aussi quelques personnages historiques, le tout encadré par une "voix-off" omniprésente et interagissant occasionnellement avec les personnages. Une vision d'ensemble qui nous invite tant à nous pencher sur la place de l'Église au temps des seigneurs, chevaliers et paysans, et donc aussi des moines, que sur des événements comme la conquête de l'Angleterre ou bien la réforme grégorienne; mais aussi sur les vies et la place des femmes en la période ; et enfin sur la tonitruante conquête de Jérusalem autant que sur ces « vies minuscules » que mène l'immense majorité de la population dans le même temps.

### 7.Croisades et Cathédrales: D'Aliénor à Saint Louis, de Fanny Madeline et Daniel Casanave
Dans ce tome on part en pèlerinage avec deux passionnés des croisades – et de Game of Thrones –, qui se retrouvent à prendre la route pour revivre l’expérience des pèlerins des XIIe et XIIIe siècles. Au cours de leur voyage initiatique, ils traversent les siècles et multiplient des rencontres insolites qui témoignent des conditions de vie et des croyances de leur temps, afin finalement d'approcher au plus près cette période charnière du Moyen Âge où peu à peu prend forme le royaume de France.

### 8.À la vie, à la mort: Des Rois maudits à la guerre de cent ans, d'Étienne Anheim et Valérie Theis - Sophie Guerrive
Le récit d'une époque sanglante, celle des famines, guerres et épidémies du XIIIe au XVe siècle, mené à la première personne par la Mort elle-même. Amatrice de décès en tous genres, la Grande Faucheuse n’oublie pas non plus le supplice de Jeanne d’Arc à Rouen, ni les batailles intestines qui déchirèrent les familles royales. Ce guide pour le moins original dévoile finalement comment une première idée de nation émergea en France de ces affrontements.

### 9.En âge florissant: De la Renaissance à la Réforme, de Pascal Brioist et Anne Simon
Un volume dédié au XVIe siècle, celui pour lequel on parle habituellement de Renaissance, et dans lequel ce sont justement Jules Michelet et Jacob Burckhardt eux-mêmes qui se font nos guides. Là où ils défendent âprement le mot qu’ils ont inventé, celui de "Renaissance", d’autres restent plus circonspects au vu des guerres qui font rage et de la misère qui persiste dans le même temps,.

### 10.Sacrées Guerres: De Catherine de Médicis à Henri IV, de Jérémie Foa et Pochep
Ce tome se penche sur les guerres de Religion avec pour idée qu'elles demeurent d'une brûlante actualité. Là où notre époque regorge de violences commises au nom de Dieu, cogner à la porte du passé pour rouvrir l’enquête sur les guerres de Religion permet d'éclairer d'un nouveau jour temps passés et présents,,.

### 11.Dans l'absolu: De Louis XIII à Louis XIV, de Stéphane Van Damme et Héloïse Chochois
C'est en compagnie d’Alexandre Dumas, grand amateur de l’époque de Louis XIII et de Louis XIV, que les historiens Ernest Lavisse et Pierre Goubert partent dans ce volume à la découverte de la France du XVIIe siècle et de ses habitants. Parcourant le royaume et ses colonies, ils bouleversent nombre de certitudes sur le prétendu « Grand Siècle » en proposant de le regarder par en bas,.

### 12.Les années Lumières, de Pauline Lemaigre-Gaffier, Rahul Markovits et Simon Spruyt
La France du XVIIIe siècle est présentée à travers le parcours d'un libraire de Neuchâtel, Favarger, venu vendre des livres philosophiques et chercher le manuscrit des Confessions de Rousseau. Il rencontre des historiens comme Robert Darnton et Steven Kaplan, mais aussi Michel Foucault évoquant le supplice de Damiens, l'esclave affranchi Casimir Fidèle, et Voltaire sous les traits d'un super-héros: Voldorac.

### 14.La folie Napoléon: Du 18 Brumaire à Waterloo, d'Aurélien Lignereux et Krassinsky
C’est l’histoire d’un homme qui se prend pour Napoléon… Après tout, ce n’est pas le premier et c’est peut-être vrai. Mais, dans le Paris d’aujourd’hui, sa volonté de puissance tient du délire. Échappé de l’asile, ce Napoléon parcourt la capitale, revisitant tous les pans de son œuvre, non sans être bousculé dans ses certitudes par les contradicteurs – historiens de métier ou militants – qu’il croise en chemin. Si notre époque lui paraît folle, il sait aussi en capter l’esprit et captiver les foules. Poursuivi par la police, il se jette sur les routes des Pays-Bas ou d’Italie car, avec lui, l’Europe, c’est toujours la France. Sa course s’arrête à Waterloo, en pleine reconstitution de la bataille. Tout a une fin, mais l’essentiel, c’est de tenir la plume pour écrire l’histoire.

### Documentation
- Emmanuel Laurentin, « Épisode 1 : L'histoire dessinée de la France » dans La Fabrique de l'Histoire sur France Culture (podcast) le 16 octobre 2017 (consulté le 28 octobre 2021)
- William Foix, « Dessiner l'Histoire - Nonfiction.fr le portail des livres et des idées », sur Nonfiction, 20 novembre 2017 (consulté le 15 juin 2020).
- Victor Macé de Lépinay, « L'histoire de France, une aventure collective »  dans Le Rayon BD sur France Culture le 13 décembre 2020 (consulté le 28 octobre 2021).
- « Histoire dessinée de la France - série prévue en 20 tomes », sur JCHRE.BE (consulté le 6 janvier 2021).